# Тарасенко Олександра Калениківна
Олексáндра Калéниківна Тарáсенко (нар. 5 вересня 1938, Сміле, Роменський район, Сумська область, Українська РСР) — українська поетеса, письменниця, педагог. Член Національної спілки письменників України (2018).

## Життєпис
Олександра Калениківна Тарасенко народилася 5 вересня 1938 року в с. Сміле в селянській родині. Навчалася в місцевій школі.
Закінчила Сумський державний педагогічний інститут імені А. С. Макаренка (нині — Сумський державний педагогічний університет імені А. С. Макаренка) за фахом «українська мова та література» (1968).
Протягом 40 років (1957—1997) працювала вчителем і вчителем-методистом у Смілівській середній школі .
Збірки своїх творів почала публікувати з 2011 року. Переднє слово до першої книги Олександри Тарасенко «Білі світанки» написав український поет, лауреат Національної премії України імені Тараса Шевченка Степан Сапеляк. Зараз у творчому доробку поетеси 20 збірок. У 2018 році вона стала членом Національної спілки письменників України .
Бере активну участь в роботі місцевих літературних об'єднань «Дивослово» (керівник Т. С. Лісненко) та «Обрії» (керівник Л. І. Грицай).
Її вірші та прозові твори опубліковані в збірках вітчизняної та зарубіжної поезії, перекладені іншими мовами, вірші покладено на музику композиторами-аматорами .
Книги Олександри Тарасенко представлені на сайті сучасної української літератури «Avtura.com.ua: сучасна українська книгосфера», епіграфом її сторінки стали такі рядки:
|                                                          | Служи, рідне слово, народу — Вкраїнському славному роду! |
| — Олександра Тарасенко, http://avtura.com.ua/writer/552/ |                                                          |

Творчі вечори поетеси, зустрічі з молоддю в навчальних закладах і бібліотеках Роменського району, презентації її нових книг стали доброю традицією. Поетеса подарувала свої книги мовним курсам, що організовані для підготовки іноземних добровольців, які приїхали в Україну на допомогу ЗСУ, щоб воякам було легше опановувати Українську.

## Нагороди та відзнаки
- Нагороджена медаллю «Ветеран праці»(1987)
- Відмінник народної освіти (1985).
- Вчитель-методист (1987).

## Родина
Сини Анатолій Тарасенко та Віталій Тарасенко — юристи, працюють адвокатами  .

## Твори
- «Білі світанки» (Харків: Майдан, 2011)
- «Любіть Україну» (Миргород: Миргород, 2014)
- «Світ добра» (Миргород: Миргород, 2014)
- «Доля» (Миргород: Миргород, 2015)
- «Моє слово» (Миргород: Миргород, 2015)
- «Гортаю сторінки життя» (Миргород: Миргород, 2015)
- «Щастя — жить» (Миргород: Миргород, 2016)
- «Стою на праведній землі» (Миргород: Миргород, 2017)
- «Ювілейна» (Миргород: Миргород, 2017)
- «Квітуча Україна» (Миргород: Миргород, 2018)
- «Сміле та сміляни» (Миргород: Миргород, 2018)
- «Летять літа» (Миргород: Миргород, 2018)
- «Життєпис» (Миргород: Миргород, 2019)
- «Зустрічі» (Миргород: Миргород, 2020)
- «Від усієї душі» (Миргород: Миргород, 2020)
- «Музика життя» (Миргород: Миргород, 2020)
- «Сміле — сьогодні» (Миргород: Миргород, 2021)[12]
- «Розсипи думок» (Миргород: Миргород, 2021)
- «Війна XXI століття» (Миргород: Миргород, 2022)
- «Незборима Україна: вірші» (Миргород: Миргород, 2023)[13]

### Окремі вірші в поетичних збірках
- «З Україною в серці» (2016)
- «Обрії» (2016)
- «Третя весна» (2017)
- «Українонька в нас одна» (2018)
- «І пером, і серцем…» (2018)
- «Пелюстки Ромен-квіту» (2018)
- «Антологія сучасної української поезії» (2019)
- «Живи, поезіє, живи» (2019)
- «Пелюстки Ромен-квіту» (2019)
- «Краю рідного чисті джерела» (2020)
- Літературний альманах «Дивослово» (2020)
- Міжнародне видання «Течі Я» (2020)